# Arabe mostaganémois
L'arabe mostaganémois ou arabe mestghalmi ou simplement le mostaganémois[réf. nécessaire] fait partie de la branche occidentale de l'Arabe algérien, lui-même rattaché à la grande famille de l'arabe maghrébin. Il est parlé par une centaine de milliers de personnes, vivant principalement à Mostaganem.
L'arabe mostaganémois est un arabe sédentaire  fortement  pénétré par les parlers telliens. Il emploie à la fois les  lettres Ga (ﭫ en arabe) et Qaf ( ق en arabe) presque comme le parler d'Oran, là où d'autres parlers citadins de l'Oranie utilisent un coup de glotte (hamza ء en arabe) comme en arabe tlemcenien, ou encore la lettre Qaf  comme en arabe nedromi.
Il a certaines particularités similaires aux autres parlers citadins et telliens en dehors de l'Oranie occidentale, telles que l'utilisation à la fin des mots se terminant par « ou », par exemple : « goulou » (signifiant dit lui en français) au lieu de « goulah » dans le parler d'Oran, pour le masculin; on ajoute « l'ha » pour le féminin « goul'lha » ( à différencier du goulha ).
Quelques termes
| Français                         | mostaganémois alphabet latin | mostaganémois alphabet arabe |
| -------------------------------- | ---------------------------- | ---------------------------- |
| dit lui                          | goullou                      | قولَّه ، قولُّو                  |
| qu'y a-t-il, qu'est-ce qu'il y a | chakayen                     | شكاين                        |
| d'accord                         | saha, benía                  | صح,بنِّيا                      |
| resplendissant                   | yeghoui                      | يغوي                         |
| propre                           | nqay                         | نقي                          |
| étranger                         | barrani                      | براني                        |
| immeuble                         | batima                       | باطمة                        |
| gamins-enfants                   | drarri                       | دراري                        |
| mobylette                        | teftafa                      | طفطافة                       |
| chiffon                          | bekhnoq, charmita            | شرميطة ، بخنوق               |
| il m'énerve                      | y3elni                       | يعلني                        |
| dégarni (calvitie partielle )    | fertass                      | فرطاس                        |
| chauve (calvitie totale )        | gra3                         | قرع                          |
| débrouillard                     | sadji                        | ساجي                         |
| lâche                            | djayeh                       | جايح                         |